# Beth Storry
Elizabeth Louise Storry, detta Beth (Reading, 24 aprile 1978), è una hockeista su prato britannica.

## Palmarès

### Olimpiadi
- 1 medaglia:
  - 1 bronzo (Londra 2012)

### Europei
- 1 medaglia:
  - 1 bronzo (Manchester 2007)

### Champions Trophy
- 1 medaglia:
  - 1 argento (Rosario 2012)

### Giochi del Commonwealth
- 1 medaglia:
  - 1 bronzo (Melbourne 2006)